# Solenopsis gayi
Solenopsis gayi es una especie de hormiga de fuego de la subfamilia Myrmicinae propia de Chile y Perú

## Descripción
Solenopsis gayi presenta un coloración marrón a negra brillante. Posee una cabeza grande en relación con el abdomen, el que está separado del tórax por un delgado pecíolo.
Las obreras son de tamaño similar a Linepithema humile (la hormiga argentina), entre 2,8 y 4 mm. Los soldados miden entre 4 y 5 mm de largo. Por su parte, los machos y reinas alcanzan a 8 y 10 mm, respectivamente.
Al igual que otras hormigas del género Solenopsis, se caracterizan por su dolorosa picadura, pues al sentirse agredidas, además de morder con sus mandíbulas, entierran el aguijón de su abdomen, que inyecta veneno.

## Dieta
Se alimenta de tallos, raíces y frutos de distintas plantas, como también nidos de pájaros en el suelo, sin embargo, son principalmente depredadoras sobre otros insectos.

## Distribución y hábitat
En Chile se distribuye entre la Región de Coquimbo y la Región de la Araucanía, asociada a suelos áridos, pedregosos, sin uso agrícola.